# Michael Lindsay
Michael Lindsay (Washington, 9 maggio 1963 – Laurel, 31 agosto 2019) è stato un doppiatore statunitense.
Anche accreditato come Dylan Tully, divenne famoso per i doppiaggi americani di personaggi di anime, tra cui Kisuke Urahara di  Bleach, Kankuro di Naruto e  Agumon in Digimon.